# 미사키역 (지바현)
미사키역(일본어: 三咲駅, みさきえき)은 일본 지바현 후나바시시에 있는 신케이세이 전철 신케이세이 선의 역이다. 역 번호는 SL15이다.

## 역 구조
상대식 승강장 2면 2선의 교상역사이다. 지붕은 게이세이쓰다누마 방향 6량 편성분으로 마쓰도 방향으로의 2량 편성분은 울타리가 설치되어 있다.
1번 승강장 쪽의 출입문에 에스컬레이터가 설치되어 있다. 2010년 12월 15일부터 1번 승강장 쪽 출입구와 개찰구를 잇는 1대가 공용 개시되었고, 개찰구와 각 승강장을 잇는 2대의 엘리베이터가 공용 개시되었다. 동시에 개장된 화장실도 공용 개시되었다. 22시부터 아침 7시까지는 무인역이다. 무인의 경우에도 인터폰으로 관리역과 통화할 수 있다.

### 타는 곳
| 번선 | 노선         | 방향 | 행선                                                         |
| ---- | ------------ | ---- | ------------------------------------------------------------ |
| 1    | 신케이세이선 | 하행 | 기타나라시노・신쓰다누마・게이세이쓰다누마・ 게이세이선 방면 |
| 2    | 신케이세이선 | 상행 | 신카마가야・야바시라・마쓰도 방면                            |

## 역 주변
- 브리지스톤
- 후나바시 시립 미사키 공민관
- 후나바시 시립 후타와 초등학교
- 후나바시 시립 야기가야 초등학교
- 후나바시 시립 미사후도 중학교
- 지바 현립 후나바시 후타와 고등학교
- 지바 현립 후나바시키타 고등학교
- 후나바시 미사키히가시 우체국
- 후나바시 시 북부 복지 회관
- 후나바시 제1자동차 교습소

그 외, 부근에는 관광 이원이 많이 산재하여 있다.

## 역사
- 1949년 1월 8일: 영업 개시.
- 1987년 4월 5일: 역사 교상역사화 됨과 동시에 자동 개찰기 도입.
- 2008년
  - 6월 16일: 증축 공사 시작. 1번 선은 남쪽, 2번 선은 북쪽에 자재 창고 설치.
  - 9월 8일: 1번 선의 증축 공사 완료. 마쓰도·게이세이쓰다누마 쪽 끝부분 울타리도 증축됨.
  - 9월 9일: 2번 선의 증축 공사 시작.
  - 12월 25일: 2번 선의 증축 공사 완료. 1번 선과 같이 마쓰도·게이세이쓰다누마 쪽 끝부분 울타리도 증축됨.
- 2009년
  - 2월: 계단 앞에 점자 블록 재설치.
  - 3월 31일: 증축 공사 완료.
- 2010년
  - 6월 15일: 10시부터 엘리베이터 설치 공사에 따라, 2번 선의 마쓰도 방향 쪽 계단 일시 폐쇄.[1]
  - 6월 16일: 10시부터 엘리베이터 설치 공사에 따라 버스 정류장 측의 마쓰도 방향 외부 계단 일시 폐쇄.[1]
  - 7월 20일: 화장실의 리뉴얼에 따라 폐쇄.
  - 12월 15일: 엘리베이터·리뉴얼된 화장실 공용 개시.
- 2011년 1월 ~ 2월 중: 대합실 개장.
- 2013년 8월 1일: 생력화 실시로 인하여 창구의 영업 시간은 7시 ~ 22시가 됨. 22시 ~ 7시는 무인역으로 처리되었고 여객 대응은 인터폰 등의 원격 감시 설비로 함.
- 2014년 9월 4일: 역 구내 매점을 세븐 일레븐으로 전환.

## 사진

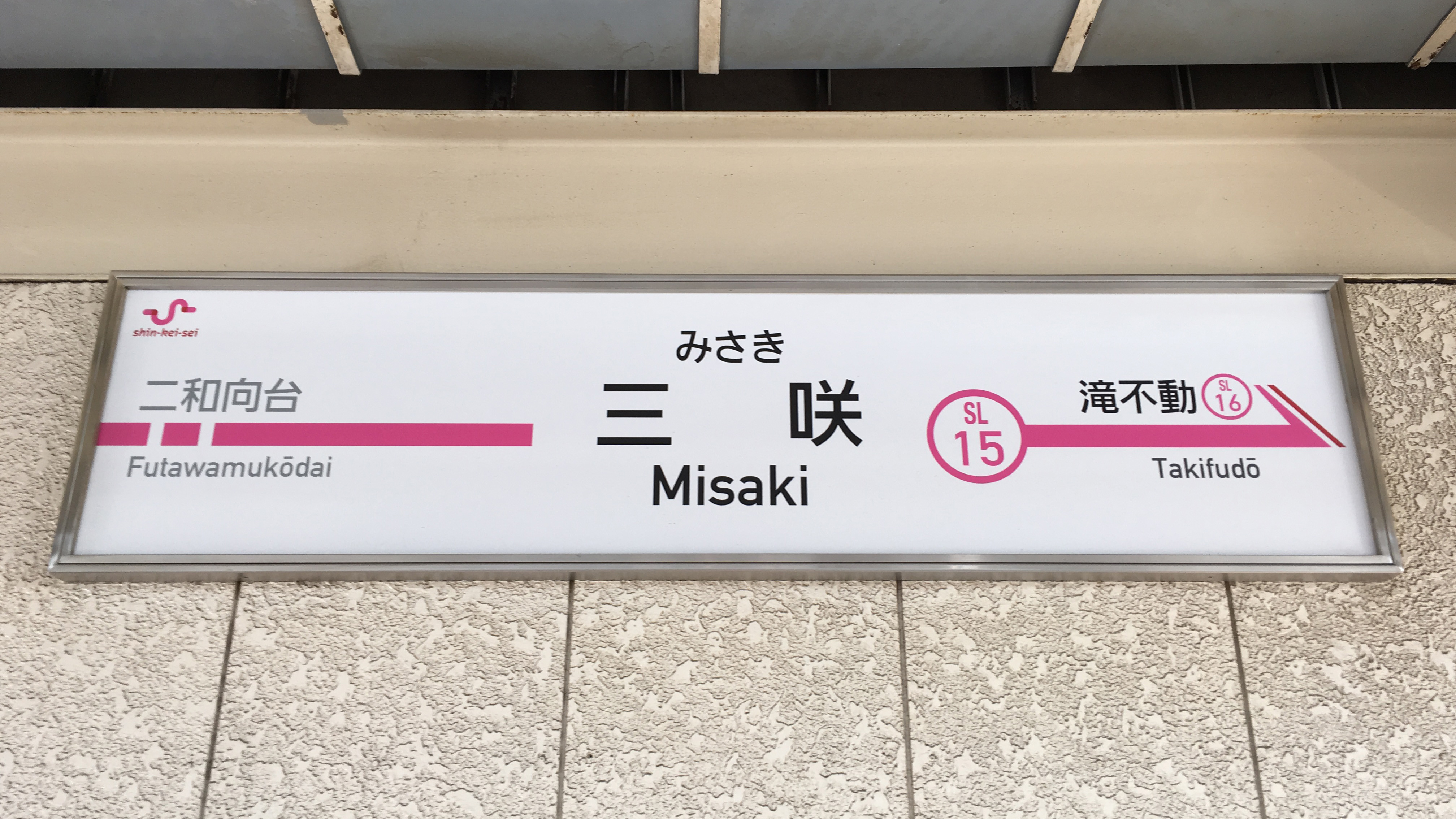
역명판

## 역명의 유래
메이지 새 정부에 의하여 고카나마키 (지바 현 북서부)에 개간하였고 개간지에는 개간 순서에 맞추어 지명이 부여되었다. 미사키는 3번째이다. 그 외에는 하쓰 토미 (가마가야 시), 후타와 (후나바시 시), 도요시키 (가시와 시), 고코 (마쓰도 시), 무쓰미 (마쓰도 시), 나나사카에 (도미사토 시), 야치마타 (야치마타시), 구미아게 (가토리 시), 도쿠라 (도미사토 시), 도요이치 (시로이 시), 도요후타 (가시와 시), 도요미 (나리타 시, 다코마치)의 순서이다.
역명은 하쓰토미 역 (신케이세이 전철), 후타와무코다이 역 (신케이세이 전철), 도요시키 역 (도부 철도 노다 선), 고코 역 (신케이세이 전철), 무쓰미 역 (도부 철도 노다 선), 야치마타역 (JR 동일본 소부 본선)이 있다.

## 인접역
| 신케이세이 전철 신케이세이선     | 신케이세이 전철 신케이세이선 | 신케이세이 전철 신케이세이선         |
| -------------------------------- | ---------------------------- | ------------------------------------ |
| SL 14 후타와무코다이 마쓰도 방면 |                              | 다키후도 SL 16 게이세이쓰다누마 방면 |